# Otešica
Otešica – rzeka w Chorwacji, lewy dopływ Liki. Jej długość wynosi 24,8 km.
Powierzchnia jej dorzecza wynosi 158,2 km². Swe źródła ma na północno-wschodnich zboczach Welebitu – gór Veliki vrh (1299 m n.p.m.) i Crna greda (1178 m n.p.m.). Następnie płynie południowo-zachodnim skrajem Ličkiego polja. Do Liki uchodzi we wsi Veliki Žitnik, 4 km na północny zachód od Gospicia.